# Walter Adcock
Walter Adcock (* 10. Oktober 1879 in Loughborough; † 4. Quartal 1959 ebenda) war ein englischer Fußballspieler.

## Karriere
Adcock spielte auf lokaler Ebene für Loughborough Victoria, bevor er 1899 gemeinsam mit seinem jüngeren Bruder Josiah in die Football League Second Division zum FC Loughborough wechselte. Adcock debütierte am 16. September 1899 bei einer 0:4-Auswärtsniederlage gegen Newton Heath. Ein Punktgewinn gelang auch in seinen drei weiteren Einsätzen nicht, in denen er zumeist als rechter Außenläufer aufgeboten wurde. Darunter war auch eine 0:12-Niederlage gegen Woolwich Arsenal, bis heute Rekordergebnis der Football League. Der Klub beendete die Saison als abgeschlagener Tabellenletzter und musste am Ende der Saison aus der Football League ausscheiden, eine geplante Aufnahme des Spielbetriebs in der Midland League fand nicht mehr statt, weitere fußballerische Stationen von Adcock sind nicht überliefert. 1901 verdiente er seinen Lebensunterhalt als Eisendreher, 1911 war er als Mechaniker in einer Maschinenwerkzeugfabrik in Coventry beschäftigt. Spätestens 1930 war er zurück in Loughborough, wo er unter anderem als Bowlspartner seines früheren Mannschaftskameraden Frederick Stenson in Erscheinung trat.